# Almásy Pál (püspök)
Almásy Pál (?, 1550 körül – Bécs, 1621. szeptember 13.) esztergomi kanonok, a garamszentbenedeki apátsági prefektus, sasvári főesperes, érseki helynök, 1608-tól haláláig váci megyéspüspök.

## Élete
Születési adatai ismeretlenek: a Magyar katolikus lexikon 1550 körüli időpontot feltételez, a katolikus adattárakra épülő Catholic Hierarchy egy 1610-ben megjelent – vélhetően a püspöki beiktatását hírül adó – lapra hivatkozva 1565-öt.
Nagyszombaton tanult, ott is vált káplánná. Telegdi Miklós 1581. március 24-én nevezte ki esztergomi kanonokká, majd 1591-ben a Garamszentbenedeki apátság prefektusa, és sasvári főesperes lett. 1601-ben Szentistván prépostságát adományozta neki Kutassy János, egyúttal kinevezte érseki helynökké is. Több egyházi vezető bizalmasaként tartották számon, így a már említett Kutassyn kívül Forgách Ferencé és Pázmány Péteré is.
1608-ban kapta Rudolf magyar király kinevezését a váci püspöki székbe, melyet V. Pál pápa 1610-ben erősített meg. Vác szerencsétlen helyzetben volt: mint fontos dunai és szárazföldi utak mentén fekvő település folyamatos hadakozások színterévé vált. Hol a török csapatok, hol a felkelő erdélyi fejedelmek uralták. Almásy sem Vácon, hanem Nagyszombaton lakott, és távolról igazgatta az egyházmegyét. Leginkább azt jegyezték fel róla, hogy – a távolból – üldözte a protestánsokat, igyekezett gátat szabni az új tanok terjedésének. Részt vett az 1611-es nagyszombati tartományi zsinaton, ahol a paphiány felszámolására a tehetséges gyermekek összeírását, kiemelt oktatását, ehhez kapcsolódóan egyházlátogatást rendeltek el. Arról nincs adat, hogy Almásy ennek az egyházlátogatási rendeletnek eleget tett volna – akár csak megbízott útján is.
II. Mátyás magyar király belső tanácsosként említik. Rudolf idejében a magyar főpapok részt vehettek különféle udvari tanácsok ülésein, illetve Magyar Tanácsként Magyarországon üléseket tartottak, s e főméltóságok egyike volt Almásy Pál is, aki így közvetlen kapcsolatban állt az udvarral.
| Előde: Radovits Péter | Váci püspök 1608–1621 | Utóda: Dallos Miklós |